# Hiéroglyphe égyptien E1
Pour les articles homonymes, voir Taureau (homonymie).
Le hiéroglyphe égyptien E1 (taureau) est classifié dans la section E « Mammifères » de la liste de Gardiner ; il y est noté E1.

## Représentation
Il représente un taureau (race Negou). Il est translittéré kȝ.

## Utilisation
| kA · D52 | E1 |

| kA · D52 | E1 |

C'est un déterminatif du champ lexical du bétail.

## Exemples de mots
| i | wA | A | E1 |

| i | wA | A | E1 |

| i | d · r | V37 | E1 · Z2 |

| i | d · r | V37 | E1 · Z2 |

| mn · n | a · t | E1 |

| mn · n | a · t | E1 |